# Uskok wiatru

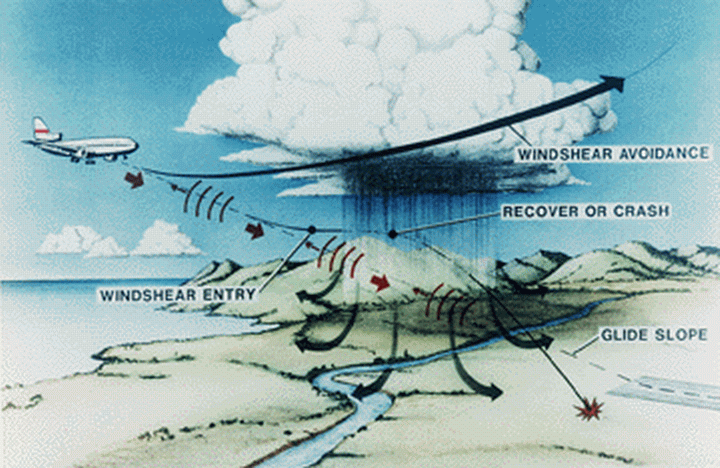
Wpływ uskoku wiatru na trajektorię lotu samolotu. Należy zwrócić uwagę jak duży wpływ na ruch samolotu ma niewielka korekta parametrów lotu.

Uskok wiatru („przepływ ścięty”) – zmiana prędkości wiatru związana czasami ze zmianą jego kierunku, zachodząca w stosunkowo krótkim czasie, w atmosferze ziemskiej. Uskok wiatru można rozłożyć na składową pionową i poziomą, przy czym poziomy uskok wiatru występuje w poprzek frontów pogodowych oraz na wybrzeżach, a pionowy uskok zazwyczaj blisko powierzchni ziemi, ale również w górnych warstwach atmosfery w pobliżu prądów strumieniowych oraz w górnych partiach stref frontowych.
Uskok wiatru sam w sobie jest w mikroskali meteorologicznej zjawiskiem, które zachodzi na bardzo małym dystansie, ale może być związane z cechami pogody, w skali synoptycznej lub mezoskali, takimi jak linie szkwałów i zimne fronty. Zazwyczaj obserwuje się go w pobliżu zapaści chmury zwanej też białym szkwałem. Jest powodowany przez burze, fronty atmosferyczne, obszary o podwyższonej lokalnie liczbie wiatrów przyziemnych, inwersję radiacji (wypromieniowania), która zachodzi przy czystym niebie i zimnych wiatrach. Jest też obserwowany w pobliżu gór, budynków, turbin wiatrowych i jachtów. Uskok wiatru ma istotne znaczenie podczas startu i lądowania samolotu, przez swój wpływ na sterowanie. Był znaczącą przyczyną katastrof lotniczych, włącznie z dużą liczbą ofiar w ludziach.
Uskok wiatru ma wpływ na rozchodzenie się dźwięku w atmosferze. Może zagiąć czoło fali, powodując iż dźwięk będzie słyszany w miejscu, gdzie normalnie nie byłby i odwrotnie. Silny pionowy uskok wiatru w troposferze powstrzymuje rozwój cyklonów tropikalnych, ale przyczynia się do przekształcania pojedynczych burz w trwające dłużej cykle, które mogą powodować złą pogodę. Koncepcja wiatru cieplnego tłumaczy również jak zmiany prędkości wiatru z wysokością zależą od poziomych różnic temperatury, a także powstawanie tzw. prądów strumieniowych (ang. jet-streamów).

## Definicja
Uskok wiatru oznacza zmianę wiatru na odcinku poziomym lub pionowym. Piloci samolotów ogólnie uważają uskok wiatru za silny, jeśli zmiana prędkości powietrznej w poziomie wynosi co najmniej 30 węzłów (15,5 m/s, 55 km/h) dla małych samolotów lub 45 węzłów (23 m/s, 83 km/h) dla samolotów liniowych. Pionowe zmiany prędkości większe niż 4,9 węzła (2,5 m/s, 9 km/h) również kwalifikuje się jako istotne dla samolotów. Przyziemne uskoki wiatru mogą mieć katastrofalny wpływ na prędkość powietrzną samolotu w trakcie startu i lądowania. Uskok wiatru jest również kluczowym czynnikiem powstawania silnych burz. Z uskokiem wiatru wiąże się też ryzyko turbulencji.